# Febronius

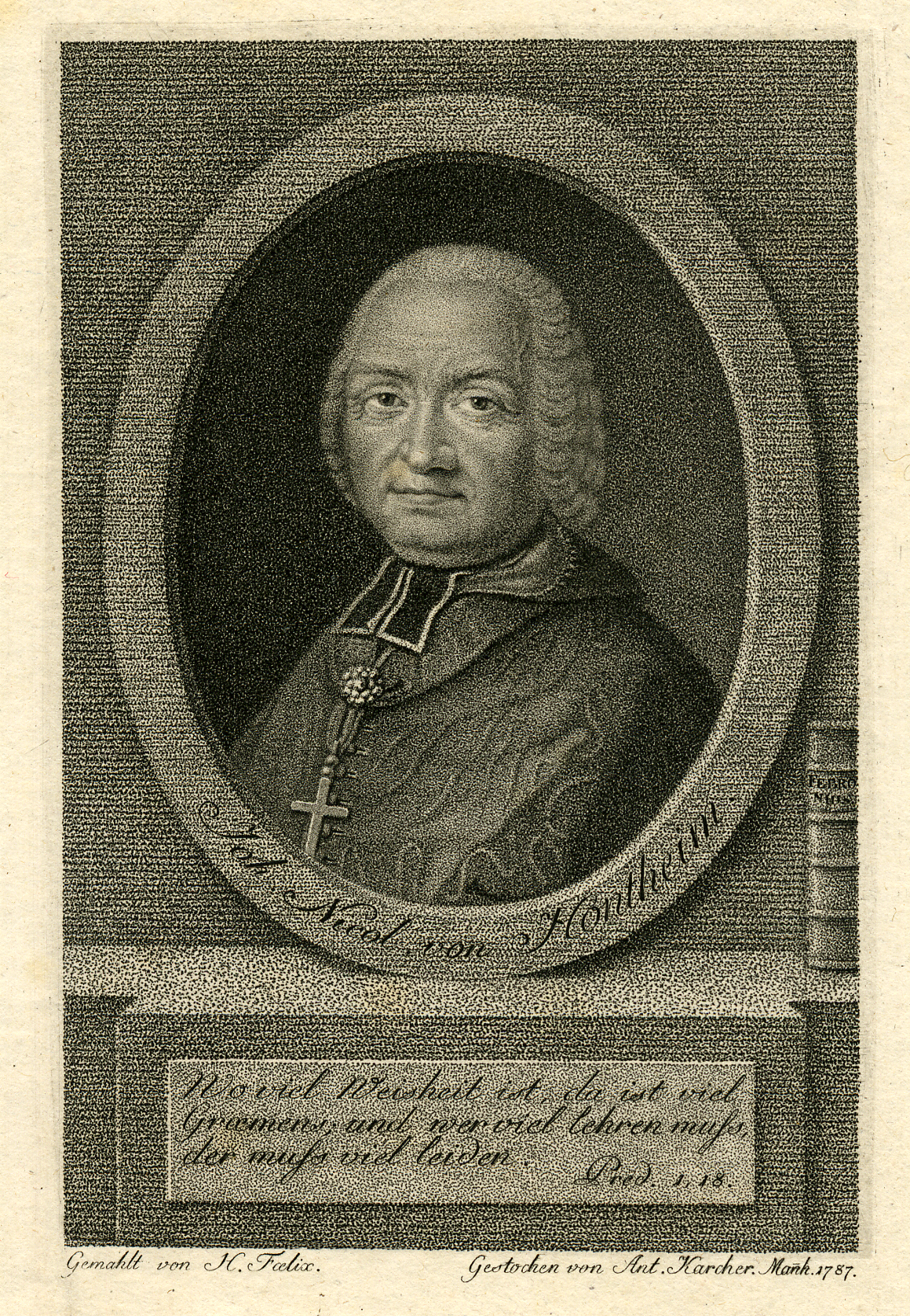
Febronius

Justinus Febronius (Trier, 27 januari 1701 - Montquintin bij Orval, 2 september 1790) was een rooms-katholieke bisschop, historicus en theoloog, wiens geschriften aanleiding gaven tot een stroming die het febronianisme werd genoemd..

## Levensloop
Febronius, met zijn echte naam Johann Nikolaus von Hontheim studeerde aan de universiteit van Leuven en werd in 1728 tot priester gewijd. Hij werd hoogleraar en vice-kanselier aan de Universiteit Trier en in 1748 hulpbisschop van de aartsbisschop van Trier.
Hij kreeg een internationale reputatie door het boek waarin hij de wereldlijke macht van de paus aanviel. Hij deed ook voorstellen om de macht van de paus over de plaatselijke kerken in te perken. Hiermee hoopte hij tegemoet te komen aan een van de kritieken van de protestanten, en ze terug in de moederschoot van de Kerk te brengen. Hij schreef het boek in het Latijn, maar het werd vertaald in het Frans, het Duits, het Portugees, het Spaans en het Italiaans en kende talrijke heruitgaven. Het werd een van de geschriften waarmee de tegenstanders van het ultramontanisme zwaaiden. Het boek werd in 1764 op de index geplaatst, wat niet belet dat er in 1765 een herwerkte en uitgebreide uitgave verscheen.
Febronius stond zelf wat versteld over de polemiek die hij had ontketend maar kwam slechts met tegenzin op zijn stappen terug. Pius VI verzocht de bisschop en keurvorst van Trier Clemens Wenzeslaus, Febronius tot herroeping van zijn geschriften te bewegen. Het duurde tot Kerstmis 1778 vooraleer een voldoeninggevende tekst tot stand kwam die de paus aan de kardinalen kon meedelen. Febronius liet dit weten aan de gelovigen van het bisdom Trier. Uit zijn Justini Febronii Jcti. Commentarius in suam Retractationem Pio VI. Pont. Max. Kalendis Nov. anni 1778 submissam (Frankfort, 1781; Duitse vertaling, Augsburg, 1781), en uit zijn latere houding bleek duidelijk dat de retractatie niet van harte noch gemeend was geweest.

## Voorstanders
Retractatie of niet, de ideeën van Febronius kenden succes. De katholieke heersers in Frankrijk, Duitsland, Oostenrijk-Hongarije, de Oostenrijkse Nederlanden, Portugal, Spanje, Venetië, Toscane, namen ze gretig als de hunne over.
Febronius' ideeën werden verder ontwikkeld door theologen en canonisten die een nationale kerk gunstig gezind waren. Onder hen:
- In Duitsland:
  - Franz Anton Haubs, hoogleraar in Trier, Themata ex historiâ ecclesiasticâ de hierarchiâ sacrâ primorum V sæculorum, Trier, 1786
  - Idem, Systema primævum de potestate episcopali ejusque applicatio ad episcopalia quædam jura in specie punctationibus I. II. et IV. congressus Emsani exposita, Trier, 1788
  - Wilhelm Joseph Castello, Dissertatio historica de variis causis, queis accidentalis Romani Pontificis potestas successive ampliata fuit, Trier, 1788.
- In Oostenrijk, waar Jozef II de ideeën van Febronius over een nationale kerk in de praktijk omzette:
  - Paul Joseph von Riegger, Institutiones juris ecclesiastici, 4 vols., Wenen, 1768-72; vaak herdrukt,
  - Pehem, Prælectiones in jus ecclesiasticum universum,
  - Johann Valentin Eybel, Introductio in jus ecclesiasticum Catholicorum, 4 vols., Wenen, 1777 (op de index geplaatst in 1784).

Ook aan de Universiteit van Leuven vond Febronius aanhangers voor zijn thesissen.

## Kritiek
De geschriften van Febronius gaven aanleiding tot heel wat kritische publicaties en weerleggingen, zoals:
- De Judicium academicum van de universiteit van Keulen (1765),
- Ballerini, De vi ac ratione primatus Romanorum Pontificum et de ipsorum infallibilitate in definiendis controversiis fidei, Verona, 1766
- Idem, De potestate ecclesiasticâ Summorum Pontificum et Conciliorum generalium liber, una cum vindiciis auctoritatis pontificiæ contra opus Just. Febronii, Verona, 1768, Augsburg, 1770
- Zaccaria, Antifebronio, ossia apologia polemicostorica del primato del Papa, contra la dannata opera di Giust. Febronio, 2 vols., Pesaro, 1767; 2nd ed., 4 vols., Cesena, 1768-70; Duitse vertaling, Reichenberger, Augsburg, 1768
- Idem, Antifebronius vindicatus, 4 vols., Cesena, 1771-2
- Idem, In tertium Justini Febronii tomum animadversiones Romano-catholicæ, Rome, 1774
- Mamachi, Epistolæ ad Just. Febronium de ratione regendæ christianæ reipublicæ deque legitimâ Romani Pontificis potestate, 3 vols., Rome, 1776-78

Ook vanuit protestantse hoek kwamen er weerleggingen, die er vooral de nadruk op legden dat een inperking van de pauselijke macht niet onmiddellijk zou leiden tot hereniging van de kerken, omdat er nog andere redenen de scheiding hadden veroorzaakt. Onder hen:
- Karl Friedrich Bahrdt, Dissertatio de eo, an fieri possit, ut sublato Pontificio imperio reconcilientur Dissidentes in religione Christiani, Leipzig, 1763
- Johann Friedrich Bahrdt, De Romanâ Ecclesiâ irreconciliabili, Leipzig, 1767
- Karl Gottl. Hofmann, Programma continens examen regulæ exegeticæ ex Vincentio Lerinensi in Febronio repetitæ, Wittenberg, 1768.

## Publicaties
- Decas legum illustrium (...), Trier, 1736
- Historia trevirensis diplomatica et pragmatica (...), Trier, 1750
- Justini Febronii, juris consulti, De Statu Ecclesiae et Legitima Potestate Romani Pontificis (...), Bouillon, 1763
- Justini Febronii, juris consulti, Commentarius in suam retractationem Pio VI, pontifex maximus, submissam, Frankfurt, 1781
- Justinus Febronius abbreviatus et emendatus, Keulen en Frankfurt, 1777